# 界面热阻
界面热阻（英語：interfacial thermal resistance），又称为边界热阻（thermal boundary resistance）或卡皮察热阻（Kapitza resistance），是衡量两种材料界面处热流阻力的物理量。一般而言这几个名称可以互换使用，但严格来说，卡皮察热阻指的是原子级完美平坦的界面，而边界热阻则是一个更广泛的术语。界面热阻与接触热阻的不同之处在于，即使是在原子级完美的界面上也会存在界面热阻。由于不同材料的电子和振动特性不同，当能量载流子（声子或电子）穿过界面时，会在界面处发生散射。散射后的传输概率将取决于界面两侧的可用能态。
假设在界面上施加恒定的热通量，界面热阻会导致界面处出现有限幅度的温度不连续。通过傅立叶定律可以得到
{\displaystyle Q={\frac {\Delta T}{R}}=G\Delta T,}
其中{\displaystyle Q}是施加的热通量，{\displaystyle \Delta T}是观测到的温度差，{\displaystyle R}是边界热阻，{\displaystyle G}则是其倒数（即边界热导率）。
理解两种材料界面处的热阻对于研究其热特性具有重要意义。界面通常对材料的整体热特性有显著影响。这一点对于纳米级系统来说尤为关键，因为界面对材料性质的影响可能远大于体块材料。
对于需要高效散热的应用而言，界面处的低热阻非常重要。根据2004年国际半导体技术路线图，具有8纳米特征尺度的微电子半导体器会产生高达 100000 W/cm2 的热量，需要高效散热以应对1000 W/cm2的芯片级热通量，这一数值比当前器件高出一个数量级。另一方面，需要良好热隔离的应用（例如涡轮喷气发动机）则受益于高热阻的界面。这种情况还需要在极高温度下仍然稳定的材料界面，例如金属陶瓷复合材料。此外，多层系统也可以实现高热阻。
如上所述，边界热阻是由于界面处的载流子散射造成的。散射载流子的类型取决于界面材料的特性。例如，电子散射效应会主导金属-金属界面的热阻，因为电子是金属中的主要热能载流子。
声学失配模型（acoutic mismatch model，简称）与漫散射失配模型（diffuse mismatch model，简称）是两种广泛使用的界面热阻预测模型。 声学失配模型假设界面是完全光滑的，并且声子通过界面的传输是完全弹性的，将声子视为连续介质中的波。而漫散射失配模型则假设界面处会出现漫散射，尤其适用于高温下具有特征粗糙度的界面。
此外，分子动力学模拟可以在原子尺度上更准确地研究界面热阻。 